# Kurt von Ruffin
Kurt von Ruffin (né le 28 septembre 1901 à Munich, mort le 14 novembre 1996 à Berlin) est un acteur et chanteur allemand.

## Biographie
Il est fils de l'officier bavarois Walther von Ruffin et son épouse Olga von Maffei. Il va au Neue Gymnasium de Wurtzbourg de 1911 à 1917, puis au lycée Maximilien de Munich (de) jusqu'à l'abitur en 1920. Il étudie le chant auprès d'Eugen Robert Weiss et Wilhelm Rode. En 1926, il intègre le Mozarteum puis se forme sur la recommandation d'Arturo Toscanini auprès de Giuseppe Borghi à Milan.
En 1927, Kurt von Ruffin reçoit un engagement à l'opéra de Magdebourg, puis à Mayence et à Nuremberg. À partir de 1930, il est engagé au Metropol-Theater de Berlin. Il chante et joue dans des opérettes bien connues telles que Die Fledermaus et dans des revues au Theater des Westens.
Avec l'invention du film sonore, il est dans plusieurs adaptations d'opérette. En raison de son homosexualité, il passe quelques mois au camp de concentration de Lichtenburg en 1934-1935. En 1936, il lui est interdit de jouer au cinéma. Ruffin joue pendant un certain temps au Deutsches Theater et à partir de 1941 au Theater am Nollendorfplatz. En 1942, il est autorisé à participer à la comédie de Heinz Rühmann, Ich vertraue Dir meine Frau an.
Après la Seconde Guerre mondiale, Kurt von Ruffin continue à travailler à Berlin à l'Opéra-Comique, au Theater am Kurfürstendamm, au Renaissance-Theater et à partir de 1984 dans le Staatliche Schauspielbühnen Berlin en tant qu'acteur et chanteur. Il ne joue plus qu'occasionnellement au cinéma.
En 1991, Rosa von Praunheim réalise le documentaire Stolz und schwul avec Ruffin et deux autres témoins. Il témoigne de sa présence au camp de concentration de Lichtenburg, comme il le fera pour le documentaire Wir hatten ein großes A am Bein pour la NDR.

## Filmographie
- 1931 : Die Faschingsfee
- 1931 : Walzerparadies
- 1931 : Die Schlacht von Bademünde
- 1931 : L'Auberge du père Jonas
- 1933 : Ihre Durchlaucht, die Verkäuferin
- 1933 : Schwarzwaldmädel
- 1935 : Königswalzer
- 1935 : Schwarze Rosen (de)
- 1936 : Die Stunde der Versuchung
- 1943 : Ich vertraue Dir meine Frau an
- 1945 : Frühlingsmelodie (de)
- 1945 : Das kleine Hofkonzert
- 1949 : Verspieltes Leben
- 1949 : Ich mach dich glücklich (de)
- 1949 : Der blaue Strohhut
- 1950 : Die fidele Tankstelle
- 1963 : L'Énigme du serpent noir
- 1970 : Ces messieurs aux gilets blancs
- 1963 : Liebelei (TV)
- 1985 : Palace
- 1985 : Der Unbesiegbare